# Wilhelm Braun (Skilangläufer)
Wilhelm Braun (* 13. Juli 1897 in Baiersbronn; † 15. November 1969 ebenda) war ein deutscher Skilangläufer.
Wilhelm Braun wurde 1924 deutscher Meister im Skilanglauf über 50 Kilometer. Er war im Dezember 1926 u. a. neben Heinz Strischek, Walter Glaß, Franz Thannheimer und Franz Thannheimer Teilnehmer des ersten olympischen Trainingskurses der deutschen Ski-Elite, der die Teilnehmer auf die Olympischen Spiele 1928 vorbereiten sollte und nahm bei den Olympischen Winterspielen 1928 in St. Moritz teil. Er belegte über 18 Kilometer den 29. Platz. Zum 1. Mai 1933 trat er der NSDAP bei (Mitgliedsnummer 2.090.824).
Braun war von Beruf Landwirt, er starb 1969 während einer Jagd an einem Herzinfarkt.